# Sawaki Kōdō

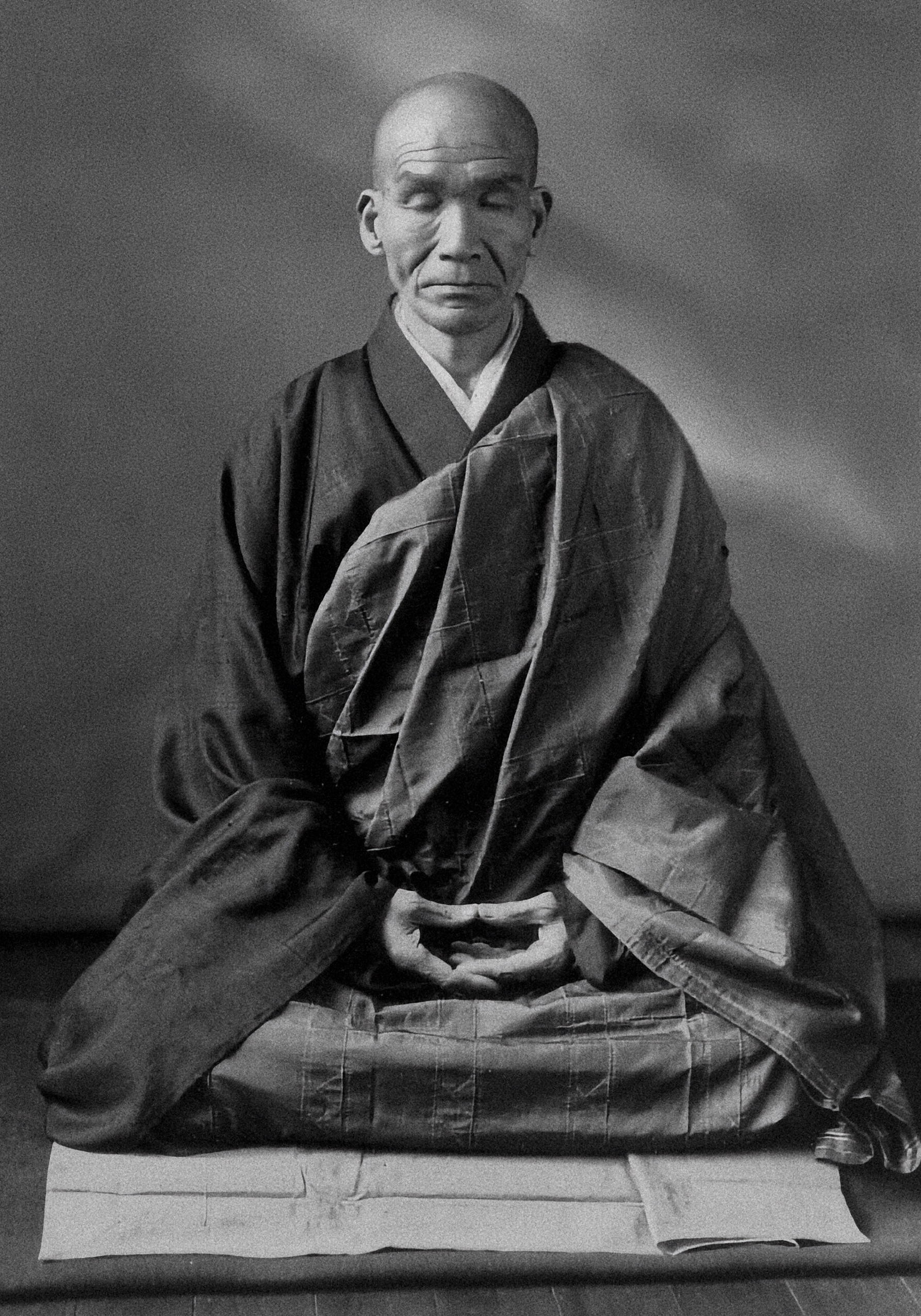
Sawaki Kōdō (1920)

Sawaki Kōdō (jap. 澤木 興道; * 16. Juni 1880 in Tsu; † 21. Dezember 1965 in Kyoto) war ein japanischer Zen-Meister, Abt und Autor.

## Leben

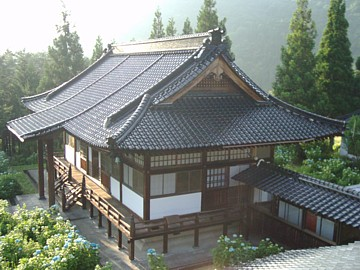
Das Kloster Antai-ji heute, für das Sawaki Kōdō Verantwortung trug

Kōdō Sawakis Eltern starben früh, und er wuchs – von einem Onkel und später von anderen adoptiert – in ärmlichen Verhältnissen auf. Mit 16 Jahren lief er von zu Hause weg, um Mönch im Eihei-ji, dem Haupttempel der Soto-Schule, zu werden. 1897 wurde er von Koho Sawada, Abt des Soshin-ji, ordiniert und nahm den Mönchsnamen Kōdō an.
Es folgten lange Jahre der Übung und Wanderschaft, später begann er Vorträge zu halten und die Praxis des Zazen, die damals selbst innerhalb der Sōtō-Schule fast vergessen war, von Neuem sowohl für Laien als auch für Mönche zu lehren.
Er wurde in den 1930er Jahren zum Professor an die angesehene buddhistische Komazawa-Universität berufen, übernahm nach dem Krieg aber gleichzeitig auch Verantwortung für den Antai-ji, einen Tempel für die Zazen-Praxis, der damals noch im nördlichen Kyōto gelegen war. Seinen Spitznamen „der Landstreicher Kōdō“ verdiente er sich durch seine pausenlosen Reisen durch ganz Japan, um an jedem Ort Zazen zu lehren. Sawaki Kōdō starb am 21. Dezember 1965 im Kloster Antai-ji.

## Nach seinem Tod
Sein Nachfolger als Abt in Antai-ji wurde Kōshō Uchiyama, der viele seiner Zen-Sprüche gesammelt und veröffentlicht hat. Sawaki hatte auch auf das Zen in Europa großen Einfluss durch Taisen Deshimaru, der von Sawaki kurz vor seinem Tod ordiniert wurde.
Obwohl Sawaki zahlreiche Mönche und Nonnen ordinierte, erhielten nur fünf Mönche und drei Nonnen die Bestätigung des Dharma (Shihō) von ihm:
- Shūyū Narita (1914–2004) der auch einige Schüler aus Europa hatte,
- Kōshō Uchiyama (1912–1998), der Nachfolger als Abt im Antai-ji,
- Sodo Yokoyama (1907–1980), ein Mönch, der dafür berühmt ist, dass er auf Gräsern pfeifend in einem Park lebte,
- Sato Myoshin, in Japan aktiv,
- Kojun Kishigami (geb. 1941), lebt in Japan in der Präfektur Mie, hat Schüler in Japan, Frankreich und Deutschland,
- Joshin Kasai (1920–1985), die insbesondere mit der Kesa-Tradition vertraut war,
- Kobun Okamoto (geb. 1925), die auch das Kesa-Nähen unterwies, sie ist über 80-jährig und noch in Japan aktiv,
- Baiko Fukuda, die häufig Tenzō (Tempelkoch) bei den Sesshin von Kōdō Sawaki war. Sie starb vor etwa 30 Jahren.

Weitere bedeutende Schüler von Sawaki waren
- Genko Kawase (1908–1988), die ihren eigenen Tempel Myōgen-ji in Nagoya hatte, wo Sawaki regelmäßig Sesshins abhielt
- Sakai Tokugen (1912–1996), der Meister des in Deutschland wirkenden Fumon Nakagawa (offizieller Vertreter der Sōtō-Schule für Deutschland)
- Taisen Deshimaru (1914–1982), der 1967 nach Frankreich ging und eine schnell wachsende Sangha in Europa aufbaute. Gründer der Association Zen Internationale und der La Gendronnière dem größten europäischen Zen Tempel.
- Gudō Nishijima (1919–2014)

## Werke
Sawakis Kommentare zum Shōdōka sind in westliche Sprachen übersetzt. Daneben gibt es Anthologien seiner Aussprüche und Vorträge (siehe Literatur).
- Le Chant de l'éveil : Le Shôdôka de Yôka Daishi commenté par un maître zen, éd. Albin Michel, 1999, ISBN 978-2-226-10727-5, übersetzt von Janine Coursin.
- Engl.: Commentary on the Song of Awakening. Merwin Asia 2014. ISBN 978-1-937385-61-3.
- Dt.: Das Lied des Erwachens. Kommentare zum Shôdôka. Angkor Verlag 2016. ISBN 978-3-943839-35-7.

Auf Japanisch erschienen (Auswahl):
- 禅談 (Zendan – Zen-Geschichten), 1938, ISBN 978-4-8046-4021-1
- 坐禅の仕方と心得 (Zazen no shikata to kokoroe – Erkenntnisse über den Weg des Zazen), 1939
- 禅に生きる (Zen ni ikiru – Das Zen leben), neu aufgelegt unter dem Titel 聞き書き (Kiki gaki – Gehörtes niedergeschrieben), 1984/2006, ISBN 978-4-06-158639-0
- 道元禅の神髄 (Dōgen zen no shinzui – Das Wesen des Zen von Meister Dōgen), 1963